# Улица Поэ
Улица Поэ (эст. Poe tänav) — улица в исторической части Тарту, от набережной (Вабадузе пуйестеэ) до улицы Юликооли, одна из границ исторической части города, площади Барклая-де-Толли и Центрального городского парка.

## История

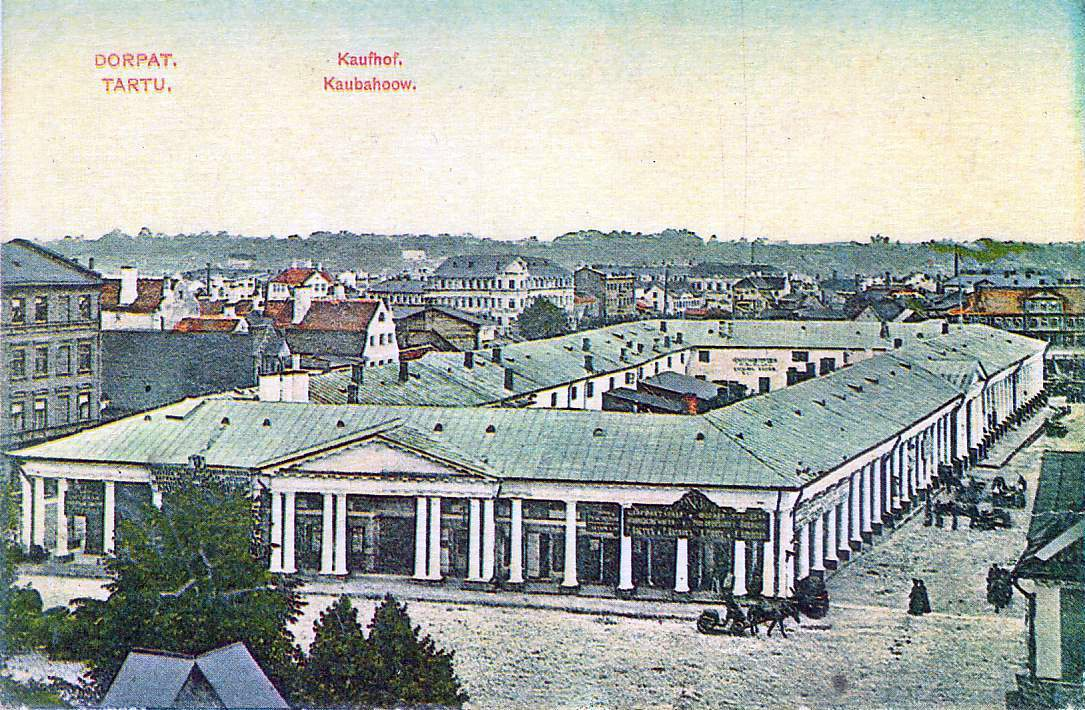
Тартуский гостиный двор. Старое фото

Название улицы, может быть, связано с её торговым характером (эст. Poe — магазин). Примыкающую к улице территорию современного Центрального парка до 1941 года занимал построенный ещё в 1821 году Тартуский гостиный двор. Гостиный двор был разрушен во время боёв за Тарту в ходе Великой Отечественной войны в 1941 году.